# 建北文庙
建北文庙，位于山西省晋城市高平市建宁乡建北村，是一处山西省文物保护单位。

## 保护
2021年8月4日，建北文庙公布为第六批山西省文物保护单位，古建筑类，编号6-199。